# Polnischer Filmpreis/Bester Schnitt
Polnischer Filmpreis: Bester Schnitt (Najlepszy montaż)
Gewinner und Nominierte in der Kategorie Bester Schnitt seit der ersten Verleihung des Polnischen Filmpreises im Jahr 1999.

## 1990er Jahre

### 1999
Ewa Pakulska – Historia kina w Popielawach

## 2000er Jahre

### 2000
Wanda Zeman – Pan Tadeusz

### 2001
Marek Denys – Życie jako śmiertelna choroba przenoszona drogą płciową
Elżbieta Kurkowska – Das große Tier (Duże zwierzę)
Jadwiga Zajiček – To ja, złodziej
Wanda Zeman – Chłopaki nie płaczą
Wanda Zeman – Prawo ojca

### 2002
Milenia Fiedler – Weiser

### 2003
Hervé de Luze – Der Pianist (The Pianist / Pianista)

### 2004
Jarosław Kamiński – Żurek
Cezary Grzesiuk – Die Wikinger – Angriff der Nordmänner (Stara baśń. Kiedy słońce było bogiem)
Elżbieta Kurkowska – Pogoda na jutro

### 2005
Krzysztof Szpetmański – Mein Nikifor (Mój Nikifor)

### 2006
Wanda Zeman – Persona non grata

### 2007
Ewa Smal – Wszyscy jesteśmy Chrystusami

### 2008
Wanda Zeman – Parę osób, mały czas

### 2009
Jacek Drosio – 33 Szenen aus dem Leben (33 sceny z życia)

## 2010er Jahre

### 2010
Paweł Laskowski – Dom zły

### 2011
Réka Lemhényi und Maciej Pawliński – Essential Killing

### 2012
Bartosz Pietras – Suicide Room (Sala samobójców)
Marcin Bastkowski – 1920 – Die letzte Schlacht (1920 Bitwa warszawska)
Jarosław Kamiński – Ich heiße Ki (Ki)
Rafał Listopad – Czarny Czwartek. Janek Wiśniewski padł
Anna Wagner – W imieniu diabła

### 2013
Jarosław Kamiński – Jesteś Bogiem
Jarosław Kamiński – Pokłosie
Cezary Kowalczuk – Mój rower

### 2014
Jarosław Kamiński – Ida
Milenia Fiedler, Grażyna Gradoń – Wałęsa. Der Mann aus Hoffnung (Wałęsa. Człowiek z nadziei)
Cezary Grzesiuk – Imagine
Krzysztof Szpetmański – In meinem Kopf ein Universum (Chce się żyć)

### 2015
Michał Czarnecki – Warschau ’44 (Miasto 44)
Jarosław Barzan – Bogowie
Agnieszka Glińska – Jeziorak
Jarosław Kamiński – Jack Strong

### 2016
Agnieszka Glińska – 11 minut
Michał Czarnecki – Battle for Karbala (Karbala)
Bartosz Karczyński – Moje córki krowy

### 2017
Paweł Laskowski – Sommer 1943 – Das Ende der Unschuld (Wołyń)
Agnieszka Glińska, Wojciech Janas, Anna Zamecka – Kommunion (Komunia)
Beata Liszewska – Zjednoczone stany miłości
Leszek Starzyński – Jestem mordercą
Dorota Wardęszkiewicz – Wszystkie nieprzespane noce

### 2018
Dorota Kobiela und Justyna Wierszyńska – Loving Vincent (Twój Vincent)
Jarosław Barzan – Najlepszy
Grażyna Gradoń – Powidoki
Leszek Starzyński – Cicha noc
Piotr Stasik, Dorota Wardęszkiewicz, Tomasz Wolski – 21 x Nowy Jork

### 2019
Jarosław Kamiński – Cold War – Der Breitengrad der Liebe (Zimna wojna)
Andrzej Dąbrowski – Der Prinz und der Dybbuk (Książę i dybuk)
Milenia Fiedler – Kamerdyner
Jarosław Kamiński – Fuga
Bartosz Karczyński – Plan B
Maciej Pawliński – Jenseits des Limits (Over the Limit)
Ewa Smal – 7 uczuć

## 2020er Jahre

### 2020
Przemysław Chruścielewski – Corpus Christi (Boże Ciało)
Michał Czarnecki – Red Secrets – Im Fadenkreuz Stalins (Mr. Jones / Obywatel Jones)
Andrzej Dąbrowski – Sword of God (Krew Boga)
Jarosław Kamiński – Wilkołak
Piotr Kmiecik – Ikar. Legenda Mietka Kosza
Wojciech Mrówczyński – Pan T.

### 2021
Rafał Listopad – 25 Jahre Unschuld (25 lat niewinności. Sprawa Tomka Komendy)
Agnieszka Glińska – Jak najdalej stąd
Aleksandra Gowin – The Hater (Sala samobójców. Hejter)
Cezary Grzesiuk – Z wnętrza
Pavel Hrdlička – Charlatan (Šarlatán)

### 2022
Jarosław Kamiński – Quo Vadis, Aida?
Agnieszka Glińska – Lamb (Dýrið)
Paweł Łoziński, Bartłomiej Piasek, Piotr Wójcik – The Balcony Movie (Film balkonowy)
Krzysztof Komander – Wesele
Izabela Pająk, Laura Pawela – Ucieczka na srebrny glob

### 2023
Agnieszka Glińska – EO (IO)
Magdalena Chowańska – Other People
Agnieszka Glińska – The Silent Twins
Wojciech Włodarski – Apokawixa
Piotr Wójcik, Bartłomiej Piasek – Dark Sea – Gefangen in der Tiefe (Orzeł. Ostatni patrol)